# Sprinter Galore
Sprinter Galore er en dansk tv-serie, om rumvæsnet Sprinter Galore, der bor hos en dansk familie. Serien er instrueret af Philip Th. Pedersen efter koncept af Lars Christiansen og manuskript af Sanne Munk. Den er produceret af Copenhagen Bombay for DR Ramasjang. 
Sæson 1 på 10 afsnit blev vist i efteråret 2016 på DR Ramasjang. I efteråret 2017 havde sæson 2 premiere, og blev vist søndage på DR Ramasjang.
I 2018 havde sæson 3 premiere. 
Magnus bor med sine forældre i en helt almindelig hverdag med madplaner og storindkøb. Han er glad for superhelte, og en aften ser han noget mystisk styrte ned i sin baghave. Det er rumvæsenet Sprinter Galore. Sprinters rumskib er gået i stykker, og det kommer til at tage lidt tid for Magnus’ far at lave det igen. Derfor bliver Sprinter nødt til at blive hos familien indtil rumskibet er repareret. Det bliver et besøg hvor både Sprinter og familien lærer noget om livet på jorden.
I 2019 havde sæson 4 'Sprinter Galore på nye eventyr' premiere, hvor Sprinter Galore rejste ud i Danmark og hjalp forskellige nye børn med ting i deres liv.

## Medvirkende
- Thomas Roos - Sprinter Galore
- Noah Baden Henriksen - Magnus
- Laura Bach - Kathrine
- Magnus Bruun - Thomas
- Troels Thorsen - Heino Lange
- Selma Iljazovski - Viola
- Kathrine Andersen - Christina
- Marie-Louise Coninck - Olde
- Maibritt Saerens - Sundhedsplejerske
- Sarah Boberg - Kustode
- Sami Darr - Elverkonge
- Morten Hemmingsen - Gitte's far
- Rudi Køhnke - Mads' far
- Simone Lykke - Ida
- Elias Munk - Kastebodsmand
- Danny Thykær - Livas far